# Václav Krátkoruký
Václav Krátkoruký (30. srpna 1864 Veliká Ves u Prahy — 30. ledna 1933 Praha-Vinohrady) byl český tiskař, nakladatel a vydavatel provozující svůj obchod uměleckého nakladatelství na Královských Vinohradech u Prahy. Jeho podnik proslul zejména vydáváním fotografických i kreslených pohlednic.

## Život

### Podnikání
Nejpozději od 90. let 19. století provozoval na Královských Vinohradech papírenský a vydavatelský obchod, který posléze proslul výrobou a vydáváním pohlednic. Ten sídlil ve Slezské ulici, okolo roku 1910 přestěhoval Krátkoruký svůj obchod na vinohradskou ulici Komenského. Firma vydávala např. malované vánoční či velikonoční gratulace, kreslené pohlednice městských dominant či také fotografické pohlednice vyráběné světlotiskem.

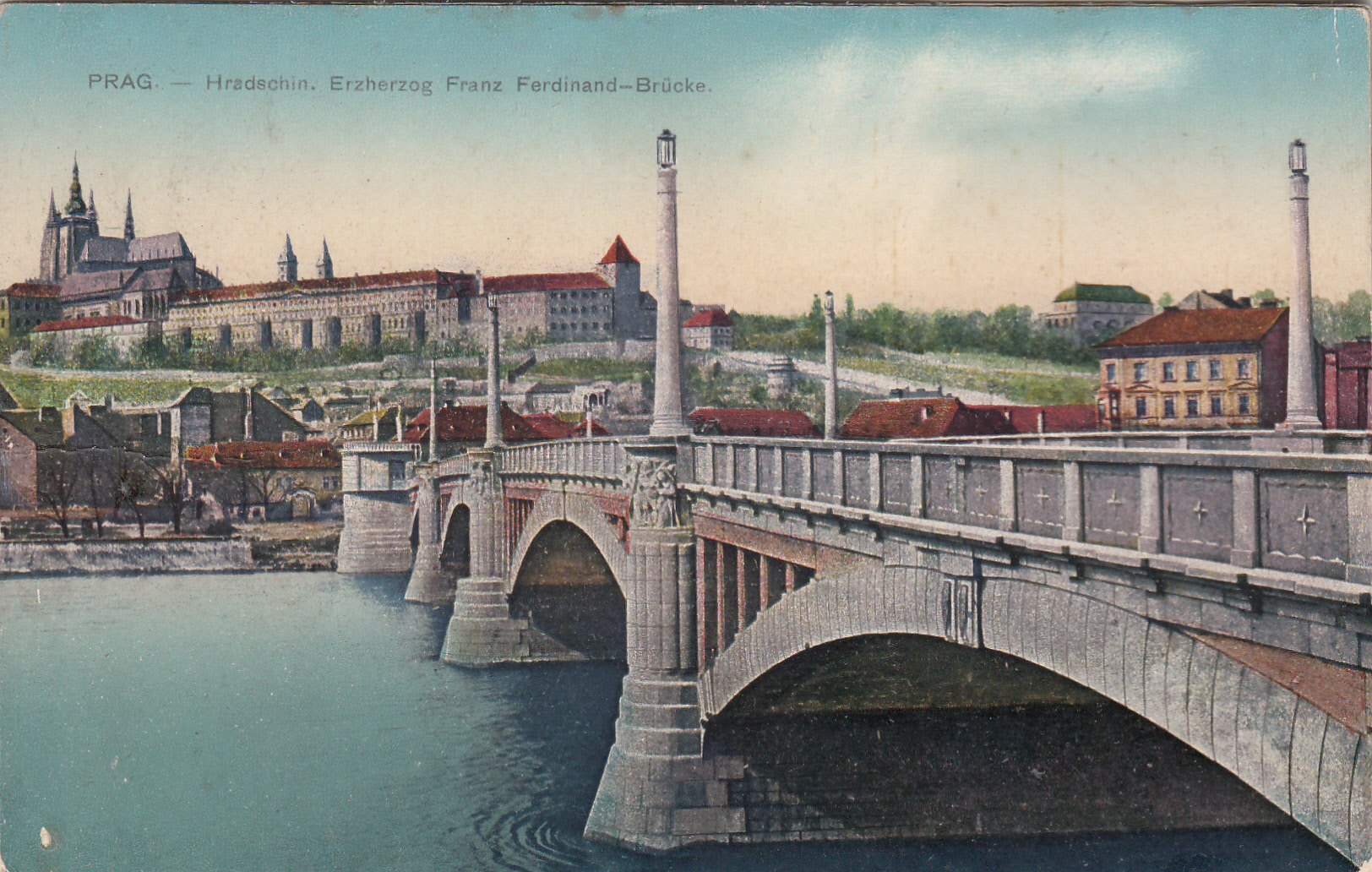
Mánesův most v Praze nedlouho po dokončení na pohlednici vydané firmou V. Krátkoruký

S manželkou Františkou byli majiteli několika domů, Krátkoruký pak mj. členem Vlasteneckého spolku baráčníků staroměstských.

### Úmrtí
Václav Krátkoruký starší zemřel 30. ledna 1933 v Praze ve věku 68 let. Byl pohřben do rodinné hrobky na Vinohradském hřbitově, která je ozdobena jeho bustou. V matrice zemřelých byl zapsán jako „obchodník palivem“.
Byl ženat s Františkou, rozenou Šnajberkovou, se kterou měli několik dětí.